# استفانی رهه
 استفانی رهه (انگلیسی: Stephanie Rehe؛ زادهٔ ۵ نوامبر ۱۹۶۹) یک تنیس‌باز اهل ایالات متحده آمریکا است.